# 玉泉区
玉泉区（ぎょくせん-く）は、中華人民共和国内モンゴル自治区フフホト市に位置する市轄区。
1950年、帰綏市第三区が成立。1953年呼和浩特市玉泉区に改称。明代より発展したフフホトの旧市街で、旧城と俗に呼ばれる。後に区内の玉泉井からこの区名となった。

## 行政区画
- ジュール・ゴドムジ（街道）
  - バグ・ジョー・オムン・ジュール・ゴドムジ（小召前街街道）
  - 興隆巷街道
  - 長和廊街道
  - 石東路街道
  - イフ・ジュール・ダキ・ジュール・ゴドムジ（大南街街道）
  - オルドス・ジャムン・ジュール・ゴドムジ（鄂爾多斯路街道）
  - 西菜園街道
  - 昭君路街道
- 鎮:小黒河鎮